# 胡鎮埔
胡鎮埔（Hu Chen-pu，1948年8月14日—），中華民國陸軍二級上將、無黨籍政治人物，生於江蘇省揚州市，籍貫湖北省蕲春縣，成長於桃園縣中壢市馬祖新村，畢業於陸軍官校40期裝甲兵科，是臺灣歷史上唯一曾參選區域立委的退役上將，現任國防院戰略諮委、臺灣戰略評估協會會長，曾任行政院退輔會主委、首任陸軍司令、國防部總政戰局長、國防部常務次長、陸軍六軍團司令、參謀本部聯三作戰次長、陸軍金防部副司令、陸軍林口249師長、陸軍湖口42旅長等職，在各工作崗位均有卓越績效，是繼霍守業以來，第二位裝甲兵科出身的陸軍司令，也是中華民國歷史上首位競選區域立委（桃園市第六選區）的國軍上將層級退役將領，同時著有個人傳記《俯。仰之間：無愧、有願》一書。

## 軍旅生涯
中華民國陸軍司令胡鎮埔上將41年的軍旅生涯中，為戰爭學院78年班第一名畢業；在美軍攻打伊拉克時，國防部對所有將級軍官模擬美軍指揮官、預測美軍作戰規劃，胡鎮埔獲得第一名；他的作品也得到國軍金像獎！
胡鎮埔在軍職作戰部門任職多年，對軍事戰略、部隊戰術、基層戰鬥訓練、夙有專精，從跟隨德國顧問學習裝甲兵小部隊戰術、到裝甲旅實兵對抗、軍事專業總是獲得長官肯定；李登輝總統主政時，1996年台海危機的18套國安劇本就是由胡主筆完成。
軍事學養非常紮實，曾獲頒雲麾勳章，歷任陸軍獨立裝甲42旅旅長、陸軍機械化249師師長、國防部參謀本部作戰參謀次長室處長、助理次長、助理次長兼執行官、金門防衛司令部副司令、國防部參謀本部作戰參謀次長、陸軍六軍團司令、國防部常務次長、國防部總政治作戰局局長、陸軍司令部司令、總統府戰略顧問與行政院國軍退除役官兵輔導委員會主任委員（退輔會主委）等職。

## 政治生涯

### 2012年中華民國立法委員選舉
胡鎮埔於2011年9月3日軍人節宣布以無黨籍身分，參選2012年中華民國立法委員選舉桃園縣第6選區對上中國國民黨的現任立委孫大千。胡鎮埔成為中華民國歷史上第一位軍種(總)司令、備役上將投入區域立委的上將。
2011年12月19日因拒絕國民黨勸退選舉遭中國國民黨考紀會開除黨籍。
2012年1月14日立委選舉，投票結果胡鎮埔拿下5萬3千多票，以31.28%得票率敗選。
| 2012年桃園縣第六選舉區立法委員選舉結果 | 2012年桃園縣第六選舉區立法委員選舉結果 | 2012年桃園縣第六選舉區立法委員選舉結果 | 2012年桃園縣第六選舉區立法委員選舉結果 | 2012年桃園縣第六選舉區立法委員選舉結果 | 2012年桃園縣第六選舉區立法委員選舉結果 | 2012年桃園縣第六選舉區立法委員選舉結果 |
| 號次                                   | 候選人                                 | 政黨                                   | 得票數                                 | 得票率                                 | 當選標記                               |                                        |
| -------------------------------------- | -------------------------------------- | -------------------------------------- | -------------------------------------- | -------------------------------------- | -------------------------------------- | -------------------------------------- |
| 1                                      | 鄭振源                                 | 無黨籍                                 | 14,235                                 | 8.38%                                  |                                        |                                        |
| 2                                      | 孫大千                                 | 中國國民黨                             | 102,528                                | 60.34%                                 |                                        |                                        |
| 3                                      | 胡鎮埔                                 | 無黨籍                                 | 53,138                                 | 31.28%                                 |                                        |                                        |
| 選舉人數                               | 選舉人數                               | 選舉人數                               | 232,279                                | 232,279                                | 232,279                                |                                        |
| 投票數                                 | 投票數                                 | 投票數                                 | 174,197                                | 174,197                                | 174,197                                |                                        |
| 有效票                                 | 有效票                                 | 有效票                                 | 169,901                                | 169,901                                | 169,901                                |                                        |
| 無效票                                 | 無效票                                 | 無效票                                 | 4,296                                  | 4,296                                  | 4,296                                  |                                        |
| 投票率                                 | 投票率                                 | 投票率                                 | 74.99%                                 | 74.99%                                 | 74.99%                                 |                                        |

### 官司案
2012年12月，臺灣高等法院認定胡鎮埔與民進黨立委陳景峻等五名官員涉嫌貪污之部分均無罪；但胡因涉不實核銷公關費，仍被依涉背信罪判刑兩年、緩刑五年及支付國庫一百萬元，均可上訴。胡鎮埔亦表明當然要上訴。2017年八月，相關胡鎮埔的官司均已無罪定讞。他本人認為這些官司明顯有政治操作，為此纏訟9年極為不公。

### 洪仲丘案
2013年洪仲丘事件時，胡鎮埔曾多次上政論節目主動捍衛軍人形象、為中華民國國軍發聲，呼籲民眾不應以偏概全，應多多支持國軍，更公開喊話聲援時任陸軍司令李翔宙上將：「其實，陆军司令不應該要接受這個這麼嚴重、嚴厲的處分或要承受這麼大的壓力。李翔宙，他是一個非常內斂，而且非常低調也非常負責任的一個將領，他絕對不是一個戀棧官位的將領。」

### 阿帕契案
2015年阿帕契打卡案時，胡鎮埔也曾多次上政論節目主動捍衛軍人形象、為中華民國國軍發聲，同時也對陸軍軍紀敗壞表達痛心。